# Prämientaler (Sachsen)
Sächsische Prämientaler wurden von 1765 bis 1857 für besondere Anlässe geprägt und als Auszeichnung für verdienstvolle Bürger vergeben. Das Münzbild einiger dieser Taler des Kurfürstentums Sachsen unterscheidet sich von den Münzen des normalen Zahlungsverkehrs durch ihren Medaillencharakter. Die Prämientaler des Königreichs Sachsen sind im Wesentlichen an der Zweckinschrift wie zum Beispiel DEM FLEISSE oder DEM / FLEISSE / UND / GESITTETEN / BETRAGEN auf der Rückseite zu erkennen. Auf allegorische Darstellungen wurde im Königreich verzichtet. Sächsische Prämientaler und Prämien-Doppeltaler sind außerordentlich selten.

## Geschichte

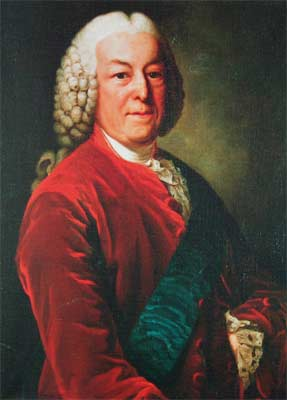
Thomas Freiherr von Fritsch

Die Schreckensjahre des verlorenen Siebenjährigen Kriegs (1756–1763) in Sachsen hatten ein großes wirtschaftliches Chaos hinterlassen. Die Regierung war zu Neuerungen gezwungen, die vorher völlig undenkbar gewesen wären. Dazu zählt auch die Prägung von Prämientalern. Aber auch die wirtschaftliche Entwicklung in der Welt lenkte die Aufmerksamkeit der sächsischen Regierung immer mehr auf die Förderung des Wirtschaftslebens.
Thomas Freiherr von Fritsch setzte als Inspirator und Organisator des Rétablissements ein Reformationsprogramm durch, das in dieser Zeit als sensationell empfunden wurde. Innerhalb weniger Jahrzehnte konnte sich das bisher unterprivilegierte sächsische Bürgertum auf allen Gebieten des wirtschaftlichen und kulturellen Lebens durchsetzen. Schon nach wenigen Jahren löste der sichtbare Erfolg in Europa große Aufmerksamkeit aus. Mit dem Regierungsantritt des Kurfürsten Friedrich Christians, der bereits als Kurprinz ein entschiedener Gegner des Premierministers Heinrich von Brühl war, konnten die Verwirklichungen der Pläne von Thomas von Fritsch im Wesentlichen als gesichert gelten. In seinen Denkschriften entwickelte Fritsch konkrete Vorschläge über die Bildung von Manufakturen. Dementsprechend entstanden zwischen 1760 und 1784 in Kursachsen mindestens 72 Produktionsstätten. Die Zeit zwischen 1763 und der Wende zum 19. Jahrhundert wurde zur Blütezeit der sächsischen Manufaktur.

## Münzgeschichte
Vor 1765 dienten die zahlreichen Sonderprägungen neben der Funktion als Zahlungsmittel hauptsächlich der Verherrlichung der Landesfürsten. Die Prägung von Prämientalern, mit denen Landeskinder für besondere Erfolge auf wirtschaftlichem und künstlerischem Gebiet ausgezeichnet wurden, war eine der Maßnahmen, mit denen die Bürger zu außergewöhnlichen Leistungen angespornt und die Nöte des Landes überwunden werden sollten. Sie gelten als Vorläufer der in der heutigen Zeit üblichen tragbaren Ehrenzeichen. Im Kurfürstentum Sachsen setzte sich nun das weit entwickelte Bürgertum an die Spitze der Kräfte, die die Wirtschaft des Landes allmählich gesunden ließen. Das sächsische Fürstenhaus förderte auf Empfehlung einflussreicher Bürger diese Entwicklung. 
Die sächsischen Prämientaler, mit denen eine Zeitenwende erfolgte, sind auf Vorschlag des um Sachsen besonders verdienten Konferenzministers Thomas von Fritsch geschaffen worden. Die numismatischen Kostbarkeiten Kursachsens sind außergewöhnliche Sonderprägungen und eine Spezialität der sächsischen Münzgeschichte. Als vergleichbare Prägungen gelten nur die beiden Prämientaler der Markgrafschaft Brandenburg-Ansbach von 1774 und 1775 für Verdienste im Forstwesen und im „fleißig getriebenen Kleebau“.

## Kursächsische Prämientaler
Die kursächsischen Prämientaler sind im Konventionsfuß geprägte Speciestaler. Die zeitliche Reihenfolge der Prämientaler ist nicht immer leicht zu erfassen, da die aufgeprägte Jahreszahl oft nicht mit der Ausprägung der jeweiligen Münze übereinstimmt. Sämtliche kursächsischen Prämientaler sind u. a. im Katalog von Lienhard Buck erfasst.
Die frühesten sächsischen Prämientaler sind die kurfürstlichen Prägungen aus dem Jahr 1765 (Buck Nr. 131 bis Nr. 134) mit dem jugendlichen Porträt Friedrich Augusts III., dem ovalen Kurwappen unter dem Kurhut zwischen Lorbeerzweigen und der Rückseitenumschrift „Zur Belohnung des Fleißes“. Die beiden fast identischen Prämientaler „für Künstler und Fabrikanten zur Belohnung des Fleißes“ von 1766 (Buck Nr. 59 und 60) sind wahrscheinlich die seltensten Stücke, von denen einer lange unentdeckt blieb. Diese Taler, deren Auflagenhöhe unbekannt ist, sind hier nicht abgebildet. Der Standort der hier vorgestellten äußerst seltenen Sondermünzen ist das Münzkabinett Berlin. Die Stücke mit einer Auflage von nur 20 Stück befinden sich dort im Tresor.

### Prämientaler der Bergakademie Freiberg mit Jahreszahl 1765, geprägt 1767
Der erste Prämientaler der Bergakademie Freiberg (Buck Nr. 58) gehört zu den Prägungen des Administrators Franz Xaver von Sachsen (1763–1768). Nach dem Tod seines Bruders Friedrich Christian (1763) wurde er Vormund des minderjährigen Kurfürsten Friedrich August III. (1763–1827) und Administrator des Kurfürstentums Sachsen. Nach Auseinandersetzungen mit den Ständen am 15. September 1768 legte er die Vormundschaft und Administration nieder. Die „Reichsangelegenheiten“ führte er jedoch bis zur Volljährigkeit seines Mündels und dessen Regierungsantritt am 23. Dezember 1768 weiter.
Die Vorderseite zeigt sein geharnischtes Brustbild nach rechts mit der Umschrift 
- XAVERIVS : D(ei) : G(ratia) : R(egius) : PR(inceps) : POL(oniae) : & L(ithuraniae) : DUX SAX(oniae) : EL(ectoratus) ۰ ADM(inistrator) :
- Übersetzung: Xaver von Gottes Gnaden königlicher Prinz von Polen und Litauen, Herzog von Sachsen, Verwalter der Kurwürde.

Die Rückseite zeigt drei Genien bei bergmännischen Arbeiten in einer Berglandschaft, links am Schmelzofen, rechts an der Wäscherei und im Hintergrund am Göpelwerk. Sie symbolisieren die wichtigsten berg- und hüttenmännischen Lehrfächer an der Bergakademie. Im Abschnitt befinden sich vier Zeilen Schrift: BERG ACADEMIE ZV FREYBERG / WARD GESTIFFTET / D : 13. NOVEMBER / 1765. Die Umschrift lautet / ZUR ERMUNTERUNG DES FLEISSES / X ۰ EINE – F۰ MARK.
Die Bergakademie Freiberg wurde 1765 vom Prinzregenten Xaver von Sachsen gegründet. Ihre Gründung war ein Teil der reformerischen Maßnahmen nach den Schreckensjahren des verlorenen Siebenjährigen Kriegs.
Der Münzmeister des Prämientalers ist Ernst Dietrich Croll, der Stempelschneider Johann Friedrich Stieler. Der äußere Münzrand wurde, wie bereits üblich, zur Verhinderung von Beschneidung als Laubrand ausgeführt. Der silberne Prämientaler hat einen Durchmesser von 42 mm, wiegt 27,89 g und stammt aus der Münzstätte Dresden. Die Auflagenhöhe beträgt 220 Stück.

### Prämientaler der Bergakademie Freiberg mit Jahreszahl 1765, geprägt 1769
Der zweite Prämientaler der Bergakademie Freiberg (Buck Nr. 130) wurde nach zeitgenössischen Quellen erst 1769 ausgegeben, trägt aber ebenfalls die Jahreszahl 1765. Mit dem Regierungsantritt des Vaters von Friedrich August, Friedrich Christian, am 5. Oktober 1763 wurde er Kurprinz. Am 17. Dezember des gleichen Jahres, dem Tod seines Vaters, wurde er Kurfürst. Bis zum Erreichen der Volljährigkeit regierte sein Onkel Prinz Xaver das Kurfürstentum. Nachdem Xaver vorzeitig seine Vormundschaft und Administration niedergelegt hatte, trat Friedrich August am 15. September 1768, im Alter von 17 Jahren, die Regentschaft an.
Die Vorderseite zeigt die Büste des minderjährigen Kurfürsten Friedrich August III. nach rechts. Am Halsabschnitt befindet sich die Signatur „St“ des Medailleurs Johann Friedrich Stieler (1729–17190). Die Umschrift lautet
- FRID(ericus) : AUGUST(us) : D(ei) : G(retia) : DUX : SAX(oniae) : ELECTOR
- Übersetzung: Friedrich August von Gottes Gnaden Herzog von Sachsen, Kurfürst

Die Rückseite entspricht dem Prämientaler von 1767 (Buck Nr. 58) – siehe vorher.
Der silberne Prämientaler hat einen Durchmesser von 43 mm und wiegt 27,99 g. Geprägt wurde er in der Münzstätte Dresden in einer Auflagenhöhe von 150 Stück. Der äußere Rand wurde wie bei der Prägungen Xavers als Laubrand ausgeführt.

### Prämientaler zur Belohnung des Fleißes mit der Jahreszahl 1780
Der sächsische Prämientaler mit der Büste des Kurfürsten Friedrich August III. und der Jahreszahl 1780 wurde als einfacher Prämientaler (Buck Nr. 167) und als Breiter Prämien-Doppeltaler bildgleich in einer Auflage von 20 Stück (Buck Nr. 168) geprägt. Im Jahr 1793 wurden nochmals 20 Breite Prämien-Doppeltaler mit unveränderter Jahreszahl, jedoch mit geharnischtem Brustbild geprägt. Siehe dazu das Bild oben (Buck Nr. 169).
Für den einfachen und den Breiten Prämien-Doppeltaler Friedrich Augusts schnitt der Medailleur Johann Friedrich Stieler die Münzstempel „gemäß höchster Verordnung vom 8. Juli 1780“. Für die Vorderseite benutzte er die bereits 1769 von ihm geschaffene Büste des Kurfürsten. Die bisherigen Prämientaler ersetzte er durch Allegorien mit den Symbolen der Industrie, der Landwirtschaft und des Handels, die dem Geschmack der neuen Zeit entsprachen.
Nach dem Tod Stielers am 25. Mai 1790 wurde Friedrich Heinrich Krüger 1. Medailleur. Er schnitt den neuen Vorderseitenstempel mit dem geharnischten Brustbild des Kurfürsten (Bild oben). Die Jahreszahl 1780 wurde trotz späterer Aufträge auf allen Stücken beibehalten. Die Münzstempel mussten jeweils nach Abarbeitung der Aufträge versiegelt in der „Geheimen Kabinettskanzlei“ abgegeben werden.
Aus unbekannten Gründen wurden die Taler ohne Münzmeisterzeichen geprägt. Wahrscheinlich sollten die Initialen des Münzmeisters aus künstlerischen Gründen nicht auf den Geprägen erscheinen. Die Herstellung der Prämientaler in der Münzstätte Dresden steht dennoch zweifelsfrei fest.
Die Vorderseite des hier abgebildeten Breiten Prämien-Doppeltalers zeigt die Büste Friedrich Augusts III. nach rechts mit der Umschrift
- FRID(ericus) : AUGUSTUS D(ei) : G(ratia) : DUX SAX(oniae) : ELECTOR
- Übersetzung: Friedrich August von Gottes Gnaden Herzog und Kurfürst von Sachsen

Die Rückseite zeigt einen großen Eichenkranz über eine allegorische Darstellung mit den Symbolen der Industrie, der Landwirtschaft und des Handels: Merkurstab u. a. links und Bienenstock sowie landwirtschaftliche Geräte rechts. Im Abschnitt ist die Jahreszahl 1780 und das Feingewicht V / EINE MARK FEIN aufgeprägt. Als Legende wurde die Zweckinschrift ZUR BELOHNUNG – DES FLEISSES verwendet.
Der Breite Prämien-Doppeltaler ist ein Konventions-Doppeltaler aus Silber mit glattem Rand, hat einen Durchmesser von 49 mm und wiegt 54,16 g. Geprägt wurde er in der Münzstätte Dresden in einer Auflage von 20 Stück.

## Prämientaler des Königreichs Sachsen
Die Prämientaler des Königreichs Sachsen sind
- Prämientaler für die Bergakademie Freiberg mit den Jahreszahl 1815, 1829, 1841 und 1857 sowie
- Prämientaler für das 1816 von Heinrich Cotta gegründeten Forstinstitut Tharandt und für die dortige Landwirtschaftliche Lehranstalt von 1830 sowie für die nicht lokalisierte Akademie für Forst- und Landwirtschaft Tharandt mit der Jahreszahl 1847.

Die Gepräge zeigen keine allegorische Darstellungen, sondern nur Zweckinschriften im Feld und eine spezielle Umschrift auf der Rückseite. Es kann angenommen werden, dass diese Prämientaler nicht nur in den wenigen Jahren, in den sie geprägt wurden, sondern über längere Zeit hinaus verteilt und auch ausgegeben wurden.